# Трансоксијана
Трансоксијана (такође се пише Трансоксанија), у арапским изворима позната као Ма Вараʾ ан-Нахр (арапски: ما وراء النهر, [ˈмаː ваˈраːʔ анˈнахр] - „[оно што је] иза реке [Окс]“) и на персијском као Фара- Руд (перс. فرارود, [фӕрɒːˈруːд] - „иза реке [Амударије]“) је древно име које се користи за део средње Азије који приближно одговара савременом Узбекистану, Таџикистану, јужном Киргистану и југозападном Казахстану. Географски гледано то је регион између река Аму Дарје и Сир Дарје. Древним Иранцима је то подручје било познато као Туран, термин који се користи у персијском националном епу Шахнаме, а Римљанима као Трансоксанија (Земља изван Окса). Арапски израз Ма вараʼ ан-Нахр (Земља иза реке) прешао је у персијску књижевну употребу и задржао се до постмонголских времена.
Регија је била једна од сатрапија (провинција) персијске династије Ахеменида под именом Согдијана. У класичном иранском свету ово подручје било је дефинисано тако да се разликује од самог Ирана, посебно његове североисточне провинције Хорасан  - појама који води своје порекло од Сасанида  - иако су рани арапски историчари и географи тежили да регион подвргну под лабаво дефинисан израз „Хорасан“ који означава много већу територију. Територије Хваразм, Согдијана, Чаганијан и Хутал налазиле су се у јужном делу Трансоксијане; Чач, Осрушана и Фаргана налазили су се у северном делу.

## Историја
Име Трансоксијана сачувало се у западној свести због подвига Александра Великог, који је проширио грчку културу у региону својом инвазијом у 4. веку пре нове ере. Александрови наследници наставили су са ширењем грчког утицаја оснивањем Грчко-бактријског краљевства, успостављајући изразито грчко културно присуство унутар Трансоксијане које је постојало више од две стотине година. Град Ај Ханум, смештен на реци Окс у северном Авганистану, и даље је једини Грчко-бактријски град који је пронађен и над којим су вршене опсежна ископавања.
За време Сасанидског царства ова област се често звала Согдијана, што је било име провинције које је било преузето из Ахеменидског царства и користили су га за разликовање од оближње Бактрије.
Кинески истраживач Занг Киан, који је посетио земље у свом суседству Бактрију и Партију заједно са Трансоксијана-ом 126. п. н. е, направио је први познати кинески извештај о овом региону. Занг Киан јасно идентификује Партију као напредну урбану цивилизацију која је обрађивала земљу и узгајала жито и грожђе, производила сребрне новчиће и производе од коже. Њиме су владали сукцесивно Селеукиди, Грчко-бактријско краљевство, Партијско царство и Царство Кушан пре владавине Сасанида.
У сасанидско доба регион је постао главни културни центар због богатства проистеклог из Северног пута свиле. Сасанидска владавина је прекинута инвазијом Хефталита крајем 5. века и су Сасаниди успели да поврате своју власт тек 565. године. Многи персијски племићи и властелини су избегли у овај регион након муслиманског освајања Персије. Њиме су такође владали Гок-турци до арапског освајања између 705. и 715. године, подручје је постало познато као Ма вараʼ ал-Нахр (арапски, „оно што је иза реке“), понекад преведено као „Маваранахр“.
Главни градови и културни центри Трансоксијане су Самарканд и Бухара. Обоје се налазе у јужном делу Трансоксијане (мада још увек северно од саме Аму Дарје, на реци Зеравшан), а већи део регије чиниле су суве, али плодне равнице. Оба града су остала центри персијске културе и цивилизације након исламског освајања Ирана и одиграли су пресудну улогу у оживљавању персијске културе успостављањем династије Саманида.
Део овог региона освојио је Кутајба ибн Муслим између 706. и 715. године, а Омејади су га лабаво држали од 715. до 738. године. Освајање је консолидовао Наср ибн Сајар између 738. и 740. године и наставило се под контролом Омејада до 750. године, када су их заменили Абасиди. Династија Танг такође је контролисала источни део региона отприлике у исто време, када се догодио грађански рат познат као побуна Ана Лушана.
Џингис-кан, оснивач Монголског царства, напао је Трансоксијану 1219. године током свог освајања Хварезма. Пре своје смрти 1227. године доделио је земље западне Централне Азије свом другом сину Чагатају, а овај регион је постао познат као Чагатајски канат. Године 1369. Тимур из племена Барлас постао је стварни владар и од Самарканда је створио главни град свог будућег царства. Знало се да је Трансокиана цветала средином 14. века.

## Религија
Историчар Марк Дикенс примећује:
Главна предисламска религија Трансоксијане била је зороастризам, иако у локалним манифестацијама. Међутим, будизам, хришћанство, манихеизам и маздакизам такође су имали много присталица, посебно у урбаним срединама. Ова почетна верска разноликост постепено је нагризана након арапског освајања.

## Истакнуте личности
- Абу Мансур ел Матуриди
- Абу ел Муин ел Насафи